# Actes de la Société d'Histoire Naturelle de Paris
Actes de la Société d'Histoire Naturelle de Paris (abreviado Actes Soc. Hist. Nat. Paris) fue una revista académica ilustrada con descripciones botánicas y zoológicas editada por la Société d'Histoire Naturelle de Paris, surgida de la Société Linnéenne de Paris. Fue publicada en el año 1792.